# Musée du Réverbère
Le musée du Réverbère est un musée à ciel ouvert inauguré le 12 mai 2004 par le Foyer Laekenois, organisme de logement social de Bruxelles. Ce musée, imaginé par les artistes Nathalie Mertens et Christophe Terlinden, se compose de quinze réverbères qui éclairent les façades d'un ensemble d'appartements sociaux situés dans la rue Émile Delva à Bruxelles. Il se compose de réverbères de plusieurs périodes et de styles différents, appartenant à l'histoire de l'éclairage public. Certains réverbères fonctionnent au gaz et d'autres à l'électricité. Chaque réverbère est accompagné d'explications. Le plus ancien date de 1900 et le plus récent de 1993.

## Localisation
Le musée se situe rue Émile Delva (entre les numéros 75 à 87) à Laeken.

### Liste des réverbères
| Numéro | Type                             | Année      | Lieu               | Image |
| ------ | -------------------------------- | ---------- | ------------------ | ----- |
| 1      | Belgica                          | ± 1890     | Uccle (Gaz)        |       |
| 2      | Place Royale                     | ± 1900     | Bruxelles (Gaz)    |       |
| 3      | Namur                            | ±1905      | Namur (Gaz)        |       |
| 4      | Suspendu avec crosse (Philips)   | ± 1912     |                    |       |
| 5      | Mer du Nord                      | ± 1924     | Ostende            |       |
| 6      | Axiale                           | 1930       | Ixelles            |       |
| 7      | Laprade (Verrerie Holophane)     | ± 1933     | Ixelles            |       |
| 8      | Poteau en bois et col de cygne   | ± 1946     | Wavre              |       |
| 9      | Casquette (Verrerie Holophane)   | ± 1950 (?) | Ganshoren (?)      |       |
| 10     | TL Fluo                          | 1950       | Ixelles            |       |
| 11     | Z1 (Schréder)                    | ± 1970     | Termonde           |       |
| 12     | Boule (Philips)                  | 1960       | Berchem-Ste-Agathe |       |
| 13     | Alhambra                         | ± 1976     | Louvain-La-Neuve   |       |
| 14     | Faux-vieux “Sablon”              | 1980       | Bruxelles          |       |
| 15     | Paros (Schréder, Arch. D. Hardy) | 1993       | Tilf               |       |